# Nizozemský institut dějin umění
Nizozemský institut dějin umění (anglicky Netherlands Institute for Art History či RKD, nizozemsky RKD-Nederlands Instituut voor Kunstgeschiedenis) se nachází v Haagu a je domovem největšího centra umění na světě. Institut se specializuje na dokumentaci, archivy a knihy o západním umění od pozdního středověku až po současnost. To vše je přístupné veřejnosti a většina z toho byla digitalizována a je k dispozici na jejich internetových stránkách. Hlavním cílem institutu je shromažďovat, kategorizovat a zpřístupňovat umělecký výzkum, zejména v oblasti nizozemských mistrů.
Prostřednictvím dostupných databází může návštěvník nahlédnout do archivních důkazů o životě mnoha umělců minulých století. Knihovna vlastní přibližně 450 000 titulů, z toho je kolem 150 000 aukčních katalogů. Vlastní také kolem 3 000 časopisů, z nichž na 600 je v současné době předplaceno. Ačkoli většina textu je v nizozemštině, standardní formát záznamu zahrnuje odkaz na položky knihovny a obrazy známých prací také v angličtině.
RKD také řídí nizozemskou verzi tezauru umění a architektury a tezaurus termínů pro správu informací o umění a architektuře. Původní verze je iniciativou Getty Research Institute v Los Angeles v Kalifornii.

## Historie
Sbírka byla zahájena odkazem Fritse Lugta, historika umění a majitele obsáhlé sbírky kreseb a tisků a Cornelise Hofstede de Groota (1863–1930), sběratele, historika umění a kurátora muzea. Jejich odkaz byl základem umělecké sbírky i knihovny, která je v současnosti převážně umístěna v Národní knihovně Koninklijke Bibliotheek.

## Online stránky umělců
V databázi umělců RKDartists je každému umělci přiřazeno číslo záznamu. Chcete-li se odkazovat přímo na stránku umělce, použijte kód uvedený v dolní části záznamu, obvykle ve tvaru: https://web.archive.org/web/20160310004955/https://rkd.nl/en/explore/artists, za nímž následuje číslo záznamu. Například číslo záznamu umělce Salvadora Dalího je 19752, takže se na jeho stránku lze odkázat pod tímto číslem.

## Online stránky uměleckých děl
V databázi snímků RKDimages je každému dílu přiřazeno číslo záznamu. Chcete-li odkazovat přímo na stránku s kresbami, použijte kód uvedený v dolní části záznamu, obvykle ve tvaru: https://rkd.nl/en/explore/images/, za nímž následuje číslo záznamu. Například číslo uměleckého záznamu pro Rembrandtův obraz Noční hlídka  je 3063, takže na stránku s tímto dílem se lze takto odkázat.

## Online tezaurus (slovník) uměleckých pojmů
Slovník umění a architektury má také přidělen jeden záznam pro každý termín, ale zde není možné se odkazovat na hledaný termín podle online čísla záznamu. Termíny jsou spíše v databázích a zde je lze vyhledat. Například obrazu nazvanému Noční hlídka jsou přiřazena klíčová slova milice a malovat. Při vyhledávání jsou vybrány všechny záznamny, které tato klíčová slova obsahují.
Tezaurus je soubor obecných termínů, ale RKD také obsahuje databázi pro alternativní formu popisu uměleckých děl, která je dnes většinou plná biblických odkazů. Toto je databáze iconclass. Chcete-li vyhledat všechny obrazy, které zobrazují například Miriam's dance, může být jako speciální vyhledávací výraz použit související kód v databázi iconclass 71E1232 v RKDimages.